# Caridina disparidentata
Caridina disparidentata е вид десетоного от семейство Atyidae. Видът не е застрашен от изчезване.

## Разпространение
Разпространен е в Китай (Юннан).